# پوئینتینگ ۱۱۰۶۳
سیارک ۱۱۰۶۳ (به انگلیسی: 11063 Poynting، نامگذاری:1991VC6) یازده هزار و شصت و سومین سیارک کشف شده‌است که در ۲ نوامبر ۱۹۹۱ کشف شد.
قدر مطلق سیارک برابر ۱۳٫۱۰ است.